# Мирсад Хибич
Мирсад Хибич (босн. Mirsad Hibić, нар. 11 листопада 1973, Зениця) — боснійський футболіст, що грав на позиції захисника.
Виступав, зокрема, за клуби «Хайдук» (Спліт), «Севілья» та «Атлетіко», а також національну збірну Боснії і Герцеговини.

## Клубна кар'єра
У дорослому футболі дебютував 1989 року виступами за команду «Челік» (Зеніца) у нижчих дивізіонах Югославії, в якій провів два сезони, взявши участь у 30 матчах чемпіонату.
Після початку війни у Боснії, 1992 року Хибич перебрався в Хорватію, де грав за «Хайдук» (Спліт). Відіграв за сплітську команду наступні п'ять сезонів своєї ігрової кар'єри. За цей час тричі виборював титул чемпіона Хорватії, а також двічі ставав володарем Кубка Хорватії.
Влітку 1996 року уклав контракт з іспанською «Севільєю», у складі якої провів наступні чотири роки своєї кар'єри гравця. Більшість часу, проведеного у складі «Севільї», був основним гравцем захисту команди.
Влітку 2000 року перейшов до клубу «Атлетіко», за який відіграв 4 сезони. Граючи у складі «Атлетіко» також здебільшого виходив на поле в основному складі команди. Завершив професійну кар'єру футболіста виступами за команду «Атлетіко» (Мадрид) у 2004 році.

## Виступи за збірну
1996 року дебютував в офіційних матчах у складі національної збірної Боснії і Герцеговини. Протягом кар'єри у національній команді, яка тривала 9 років, провів у формі головної команди країни 35 матчів.

## Титули і досягнення
- Чемпіон Хорватії (3):

«Хайдук» (Спліт): 1992, 1993–94, 1994–95
- Володар Кубка Хорватії (2):

«Хайдук» (Спліт): 1992–93, 1994–95
- Володар Суперкубка Хорватії (3):

«Хайдук» (Спліт): 1992, 1993, 1994